# Mélusine Mayance
« Mayance » redirige ici. Pour les articles homophones, voir Maïence et Mayence.
Mélusine Mayance, née le 21 mars 1999 à Paris, est une comédienne française.

## Biographie
Mélusine Mayance joue notamment en 2010 dans Elle s'appelait Sarah, où elle tient le rôle de Sarah, une fillette prise dans la rafle du Vel' d'Hiv en 1942. Elle joue le rôle de Sarah Starzynski
Sa sœur cadette, Cassiopée Mayance, est également actrice.

## Filmographie

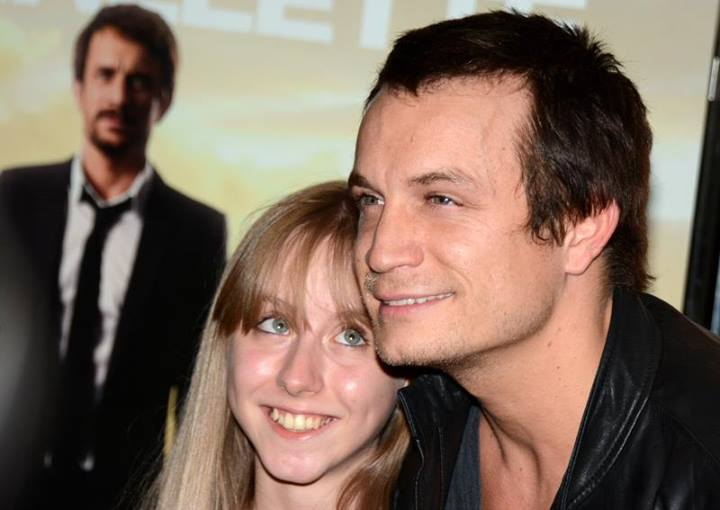
Jérémie Renier et Mélusine en octobre 2013, à une avant-première de La Confrérie des larmes.

### Cinéma
- 2009 : Ricky, de François Ozon : Lisa
- 2010 : Elle s'appelait Sarah, de Gilles Paquet-Brenner : Sarah Starzynski
- 2013 : Michael Kohlhaas d'Arnaud des Pallières : Lisbeth
- 2013 : La Confrérie des larmes, de Jean-Baptiste Andrea : Juliette
- 2013 : Les Gamins d'Anthony Marciano : Mimi Zozo

### Télévision
- 2009 : Les Associés : Émilie (téléfilm)
- 2009 : Vive les vacances ! (série télévisée) : Alice
- 2010 : Un soupçon d'innocence d'Olivier Péray : Julie (téléfilm)
- 2012 : Miroir mon amour de Siegrid Alnoy : Blanche Neige enfant (téléfilm)
- 2012 : Scènes de ménages : Léna, jeune voisine agaçante que Marion aide en soutien scolaire et amoureuse de Cédric (série télévisée, saison 4)
- 2014 : Ça va passer... Mais quand ? de Stéphane Kappes : Paola (téléfilm)
- 2017 : Marie de Bourgogne d'Andreas Prochaska : Jeanne de France (mini-série)

### Doublage
- 2017 : Three Girls : Ruby Bowen (Liv Hill) (mini-série)